# Oliver Scheuner
Oliver Scheuner (* 4. Februar 1985 in Winterthur) war ein Schweizer Handballspieler und spielte für Pfadi Winterthur.
Mit acht Jahren begann er bei Pfadi Winterthur mit Handball. In der ersten Mannschaft von Pfadi Winterthur war er an 3 Meistertiteln von 2002, 2003 und 2004 beteiligt und holte 3× Cupsieg 2003, 2010 und 2015. Während seiner ganzen bisherigen Karriere blieb er seinem Stammverein treu. Mit 432 Spielen in der höchsten Schweizer Handballliga (NLA / QHL) belegt er zurzeit den 12. Rang in der ewigen Rangliste.
Er spielte in der Ostschweizer Jugendauswahl sowie in der Jugendnationalmannschaft der Schweiz (45 Spiele, 138 Tore). In der Schweizer Nationalmannschaft bestritt er insgesamt 32 Länderspiele, in denen er 58 Tore warf.
Im Jahr 2017 beendete er seine Aktivkarriere.

## Vereine
- seit 1992: Pfadi Winterthur